# Daniel Gabriel Lichard
Daniel Gabriel Lichard (Zólyomlipcse, 1812. január 17. – Szakolca, 1882. november 17.) szlovák író, tanár, evangélikus lelkész, újságíró, kiadó, a szlovák szaknyelv megteremtője, Petőfi tanára.

## Élete
Apja lelkész volt. 1821-1823 között a rimaszombati gimnázium, majd 1823-1828 között a késmárki líceum, végül 1828-1834 között a pozsonyi evangélikus líceum diákja. 1834-1837 között a bécsi teológiai karra járt.
1832-ben egy pozsonyi kereskedő családnál volt nevelő és növendékével beutazta Felső-Olaszországot és az európai nyelveket tanulta. 1837-ben Tiszolcon választották meg papnak, ahonnét 1838-ban Selmecbányára hívták meg a matematika és természettudományok tanárául. 1838-1839-ben Petőfi is tanítványa volt, a hittant és római régiségeket tanulta tőle. Az ő magyarellenes szelleme s az általa alapított szlovák irodalmi társaság mélyen hatott a fiatal Petőfi hazafias szellemére, aki ekkor határozta el, hogy nevét magyarosítja. 1844-ben Szakolcára ment lelkésznek, de mivel betegeskedett 1847-ben leköszönt hivataláról és a hátralevő életében csak az irodalomnak élt. 1849-ben a császárnál járt szlovák küldöttség egyik tagja volt.
Írói tevékenysége számottevő. A szlovák szövetkezeti élet népszerűsítője, számos takarékpénztár létrejötte köthető ehhez a tevékenységéhez. 1847-től jelentette meg a Domová pokladnica naptárat, majd 1848-ban a Noviny pre hospodárstvo, remeslo a domáci život című hetilapot.
Fia Milan Lichard (1853-1935) szlovák zeneszerző és újságíró.

## Művei
- 1837 Gramatica linguae italicae... Viennae
- 1842 Mathematikai előcsarnok. Pozsony
- 1845 Reč oltární... Pozsony
- 1846 Kratičký obsah učení křesťanského... Szakolcza
- 1849 Poučení o cholere. Szakolcza
- 1858 Naše nové peníze. Bécs
- 1865 Rozhovory o Matici slovenskej. Beszterczebánya
- 1867 Malý gazda. Szakolcza
- 1871 Malá gazdiná. Szakolcza
- 1874 Malý účtovník. Szakolcza
- 1882 Slovenská obrázková čítanka hospodárska I-II. Turócz-Szent-Márton